# 巴尔干共产主义联盟
巴尔干共产主义联盟是巴尔干半岛历史上的一个国际政党组织。
1910年初，巴尔干工人社会民主联盟在塞尔维亚贝尔格莱德召开的巴尔干会议上成立。1920年，巴尔干社会民主联盟加入共产国际，改名为巴尔干共产主义联盟；当时，它的成员包括保加利亚共产党（紧密派社会主义者）、南斯拉夫共产党、希腊社会主义工人党和罗马尼亚社会党。该组织的领导人包括格奥尔基·季米特洛夫和瓦西里·科拉羅夫等。该组织的主要目标是团结巴尔干各国人民，组建巴尔干联盟，统一领导工农群众以及所有革命力量，共同抵抗帝国主义压迫，最终建立巴尔干工农共和国联盟。该组织在巴尔干各国积极开展反对白色恐怖的斗争，并在工农群众与民族革命力量中进行了广泛活动。到1930年代初，由于共产国际推行“第三时期”路线，该组织的活动逐渐停止。1932年，该组织事实上瓦解，随后，巴尔干各国共产党集中力量在本国组建反法西斯统一战线。
该组织的官方刊物为《巴尔干联盟》（1924年—1932年）。